# Nega
Ricardo Romero Laullón (València, 3 de desembre de 1978), és un raper valencià, membre del grup Los Chikos del Maíz i Riot Propaganda, conegut amb el nom de Nega.
Son pare va créixer en una barriada de xaboles arrasada per la riuada que va negar la capital del Túria el 1957. Mentre estudiava EGB despuntava com a agitador i outsider. Després d'estar 6 anys treballant com a soldador, es gradua en la carrera Comunicació Audiovisual. Allà, a la universitat, s'uneix a un sindicat d'estudiants on participarà en molts actes i assemblees. La crítica social és el que va vehicular a través de la seua música, amb cançons amb un alt contingut social. Denuncien el que consideren injustícies i contradiccions del sistema capitalista com la desigualtat entre classes, la discriminació (ja siga per una qüestió racial, cultural o religiosa), la corrupció o l'explotació sobre la classes treballadores. El 2019 va tornar a Los Chikos del Maíz després de dos anys de pausa en la seua carrera com a cantant.
Ha escrit diversos llibres com Memorias marxistas de Los Chikos del Maíz y otras excentricidades del pop, Conversaciones entre Pablo Iglesias y Nega (LCDM). Abajo el régimen! (2013), La clase obrera no va al paraíso: Crónica de una desaparición forzada (2016) i Llamado a las puertas del cielo (2018). Recomana als joves fugir dels llibres d'autoajuda, formar-se, estudiar i organitzar-se de forma col·lectiva. Fa crides a la lluita contra el sistema i recomana als obrers proletaris llegir poesia per a créixer en sensibilitat a la bellesa, l'art i la poesia. Critica també que els darrers cantants de hip hop espanyols estan marcats per l'hiperconsumisme, el sexisme i la veneració a les grans marques. El 2017 va tancar el seu compte de Twitter per la polèmica que va suscitar una crítica que va fer a un bar. Proper a Podem, ha signat articles al diari La Marea.